# Stéphane Christidis
Stéphane Christidis (Niza, 4 de junio de 1981) es un deportista francés que compitió en vela en las clases 470 y 49er.
Ganó una medalla de bronce en el Campeonato Mundial de 49er de 2013 y dos medallas en el Campeonato Europeo de 49er, plata en 2010 y bronce en 2004. Además, obtuvo una medalla de oro en el Campeonato Europeo de 470 de 2002.
Participó en dos Juegos Olímpicos de Verano, en los años 2004 y 2012, ocupando el sexto lugar en Londres 2012 en la clase 49er.

## Palmarés internacional
| Campeonato Europeo | Campeonato Europeo | Campeonato Europeo | Campeonato Europeo |
| Año                | Lugar              | Medalla            | Clase              |
| ------------------ | ------------------ | ------------------ | ------------------ |
| 2002               | Tallin (Estonia)   | Medalla de oro     | 470                |

| Campeonato Mundial | Campeonato Mundial | Campeonato Mundial | Campeonato Mundial |
| Año                | Lugar              | Medalla            | Clase              |
| ------------------ | ------------------ | ------------------ | ------------------ |
| 2013               | Marsella (Francia) | Medalla de bronce  | 49er               |
| Campeonato Europeo |                    |                    |                    |
| Año                | Lugar              | Medalla            | Clase              |
| 2004               | Torbole (Italia)   | Medalla de bronce  | 49er               |
| 2010               | Sopot (Polonia)    | Medalla de plata   | 49er               |